# Bradford (contea di McKean, Pennsylvania)
Bradford è un comune (city) degli Stati Uniti d'America, situato nello stato della Pennsylvania, nella contea di McKean.